# Ajitpal Singh
Ajitpal Singh, född den 5 april 1947 i Sansarpur, Indien, är en indisk landhockeyspelare.
Han tog OS-brons i herrarnas landhockeyturnering i samband med de olympiska sommarspelen 1968 i Mexico City.
Han tog OS-brons igen i samband med de olympiska sommarspelen 1972 i München.